# Preglovo
Preglovo (makedonska: Преглово) är en ort i Nordmakedonien. Den ligger i kommunen Plasnica, i den västra delen av landet, 60 kilometer söder om huvudstaden Skopje. Preglovo ligger 677 meter över havet och antalet invånare är 967.